# Teleticket
Teleticket es una compañía peruana de venta y distribución de entradas fundada en Lima con operaciones en Perú, una de las primeras compañías en vender entradas a grandes eventos en el país. Fundadao en 1996, perteneció a la Corporación EW, luego fue vendida a Cencosud y esta última compañía vendió el 100% a Puntoticket.

## Servicios
Teleticket actúa como intermediario en la venta de entradas para diversos tipos de eventos: conciertos, obras de teatro, shows en vivo, eventos profesionales, deportes y más. El principal canal de venta de la empresa son sus módulos físicos que tiene en la red de supermercados Wong y Metro, y en menor medida por medio de su portal web oficial.

## Acuerdos comerciales
Con los años, Teleticket ha logrado negociar acuerdos exclusivos con lugares donde se realizan eventos, por lo cual hoy es la ticketera oficial del Gran Teatro Nacional del Perú, Mistura, Ballet Municipal de Lima y más. Además, vende en exclusiva entradas de los partidos de Universitario de Deportes, Cienciano y ADT. Asimismo a los principales conciertos del país.

## Tecnología
Teleticket ha dedicado recursos significativos contra los fraudes: sus tickets tienen código de barras únicos, de modo que los falsificados sean rechazados en la puerta de los eventos. Adicionalmente cuenta con la certificación SFI (iniciativa forestal sostenible).